# Entrenador elíptico

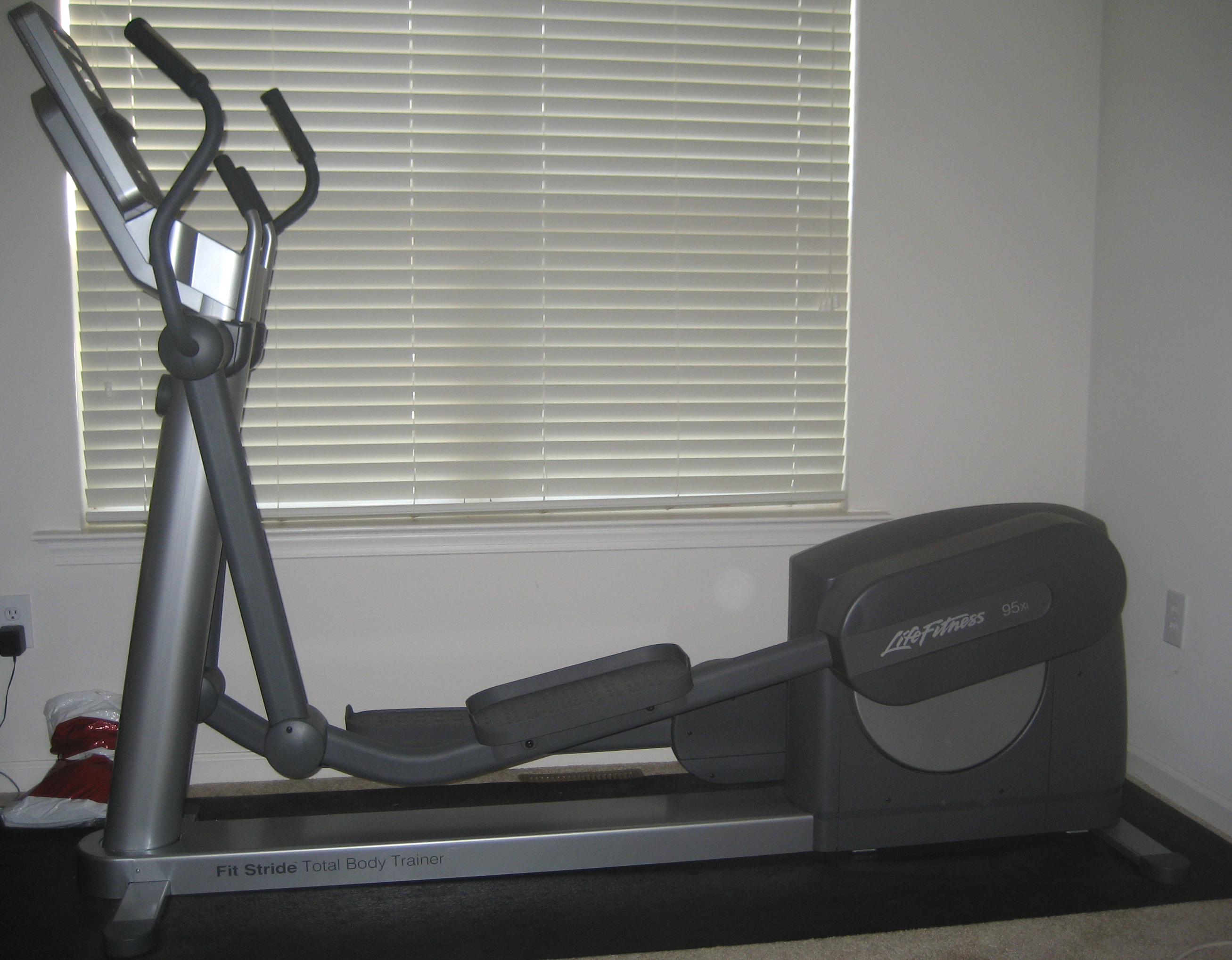
Bicicleta elíptica con volante de inercia trasero.

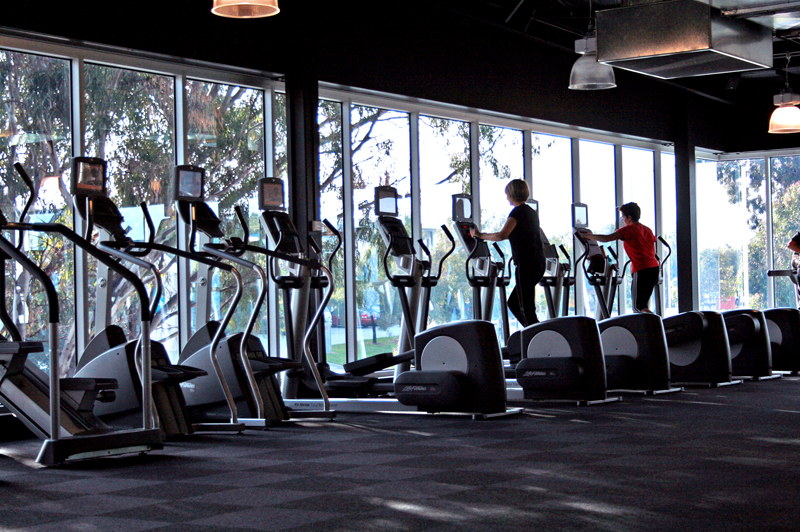
Fila de entrenadores elípticos en un gimnasio.

Un entrenador elíptico o bicicleta elíptica es un aparato de gimnasio para realizar ejercicio aeróbico de pie, el cual consta de dos pedales sobre los que se marcha y de dos barras verticales que se toman opcionalmente con las manos para ayudar al movimiento de impulsión de las piernas y hacer más fácil el ejercicio. Fue inventada por la marca Precor en la década de 1990, y junto con la bicicleta estática es uno de los aparatos deportivos más populares para  el ejercicio cardiovascular.
El ejercicio es similar al del esquí nórdico por el movimiento hacia adelante de los pies y el ayudarse con los brazos, el cual se combina con un movimiento circular como el pedaleo de la bicicleta. Está destinada a gente que no posee tiempo para hacer deportes o asistir a un gimnasio, aunque también se la encuentra en todo gimnasio bien equipado. La presión mínima que ejerce en las articulaciones, además de su ajuste variable, la vuele así mismo ideal para reducir el riesgo de lesiones en usuarios propensos a ellas o para evitar empeorar lesiones existentes.
Existen varios tipos de modelos, que pueden incluir o no barras de ayuda, o requerir conexión con la red ecléctrica o generar su propia alimentación con el movimiento. Se recomienda que tenga un volante de cierto peso (6 kg o más) lo que le da al aparato mayor inercia y menor desgaste. Se han construido incluso variantes con ruedas como ElliptiGO o StreetStrider que no son sino verdaderos vehículos a pedales como bicicletas corrientes.

## Beneficios

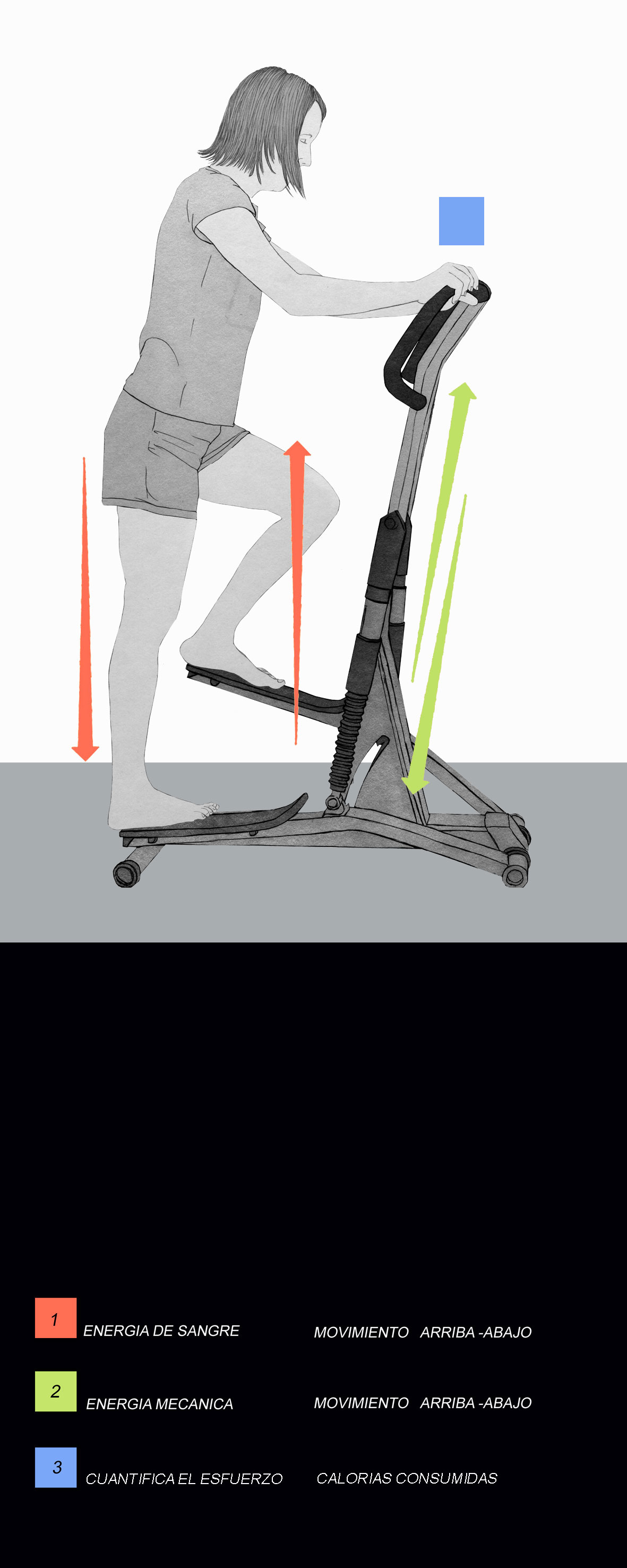
Movimientos de la bicicleta estática. Son similares a los que en el mundo rural se utilizaban para hacer funcionar la bomba de agua. Ilustración del Museo Valenciano de Etnología.

La bicicleta elíptica es comparable a la cinta de correr en el trabajo de piernas y cardiovascular, y en cuanto al rango de movimiento de la pierna supone un paso entermedio entre ésta y la bicicleta estática. Se ha llegado a considerar el mejor aparato de gimnasio para entrenamiento aeróbico.
En un estudio de 2010, los participantes registraron el mismo puntaje en la escala de Borg y el mismo gasto energético y consumo de oxígeno que en la cinta de correr. El ritmo cardíaco, la generación de ácido láctico y el resto de respuestas fisiológicas también fueron similares. En estos experimentos se escogió un nivel de resistencia relativamente alto.
Un estudio de 2002 mostró que variar la longitud de la zancada activa distintos músculos. Cuanto más larga es, más calorías se queman sin un mayor valor en la escala de Borg.

## Tipos de sistemas de freno
En las bicicletas elípticas tenemos principalmente 2 sistemas de freno, que hacen las funciones de resistencia que se aplica cuando realizamos el ejercicio.

##### Resistencia magnética
Este a su vez tiene dos maneras de graduar la intensidad, pudiendo ser  manual o electrónico.

##### Resistencia electromagnética
La intensidad es más gradual en la resistencia electromagnética, llegando tanto a mayores niveles de intensidad así como sensibilidades mayores  por lo que la calidad y suavidad del pedaleo es mayor.